# Heliconius amathusia
Heliconius amathusia är en fjärilsart som beskrevs av Pieter Cramer 1777. Heliconius amathusia ingår i släktet Heliconius och familjen praktfjärilar. Inga underarter finns listade i Catalogue of Life.